# Сивард
Сивард (англ. Siward; умер в 1055) — англо-датский аристократ, эрл Нортумбрии, активный участник англо-шотландских отношений в середине XI века.

## Биография
Сивард, вероятно, был классическим викингом датского происхождения. Его отцом был ярл Бьорн Берссон из окружения Свена Вилобородого. По всей видимости он прибыл в Англию в составе скандинавской армии Кнуда Великого и участвовал в завоевании англосаксонского королевства. В 1031 году Сивард получил титул эрла Нортумбрии, став, таким образом, одним из самых влиятельных людей англо-датской монархии Кнуда. Сивард был одним из последних представителей датской военной знати, получивших титул эрла в Англии.
Нортумбрия была пограничной провинцией с сильной и многонациональной военной знатью и задачами Сиварда были укрепление безопасности границ с Шотландией и обеспечение порядка на севере Англии. Брак Сиварда с Эльфледой, внучкой элдормена Нортумбрии Ухтреда, и представительницей старинного нортумбрийского рода, обеспечил поддержку Сиварду местной англосаксонской аристократии. Известно имя второй его супруги, саксонки Годивы (Godgifu), отождествлявшейся некоторыми хронистами с легендарной Леди Годивой из Ковентри.
Именно в правление Сиварда в Нортумбрии на англо-шотландской границе после десятилетий непрерывных конфликтов установилось спокойствие. Сивард не выдвигал претензий на Лотиан, перешедший в конце X века под власть шотландцев, однако смог восстановить контроль английского королевства над Камберлендом, населённым бриттами. Благодаря своему браку Сивард оказался в родстве с шотландским королевским домом, а когда в 1040 году наследник престола Шотландии Малькольм Канмор (будущий Малкольм III) был изгнан из страны узурпатором Макбетом после гибели в бою короля Дункана I, он нашёл убежище при дворе Сиварда.
После смерти Кнуда Великого в 1035 году центральная власть в Англии несколько ослабела, в результате чего Сивард стал фактически полунезависимым правителем Северной Англии. Тем не менее, он активно участвовал во внутриполитической жизни англо-датской монархии: в военных кампаниях Хардекнуда и Эдуарда Исповедника заслужил репутацию выдающегося полководца. В политической борьбе 1050-х годов между эрлом Годвином и королём Эдуардом Сивард поддержал короля, предоставив свои отряды для его защиты, однако когда в 1052 году Годвин высадился в Англии, Сивард отказался участвовать в гражданской войне, что привело к поражению Эдуарда и реставрации семьи Годвина.
В 1054 году Сивард возглавил английскую армию, вторгшуюся в Шотландию с целью реставрации короля Малькольма III. Ему удалось разбить войска короля Макбета и захватить крепость Дунсинан. Однако англосаксы также понесли тяжёлые потери, в том числе был убит старший сын Сиварда Осберн. Макбету удалось сохранить власть на севере Шотландии, где он продержался до 1057 года. В 1057 году Макбет был убит, а его пасынок Лулах не продержался на шотландском престоле и года, в результате чего Малкольм занял трон.
Эрл Сивард скончался в начале 1055 года и был похоронен в церкви Святого Олафа в Йорке. В год смерти отца его младший сын Вальтеоф ещё не достиг совершеннолетия, что позволило правящей в Англии партии Годвина добиться назначения эрлом Нортумбрии Тостига Годвинсона.
В английскую фольклорную традицию Сивард вошёл как великан и человек небывалой силы. По легенде дед Сиварда был медведем, а он сам драконом. В пьесе Уильяма Шекспира «Макбет» в числе действующих лиц присутствуют Сивард и его сын Осберн (Молодой Сивард). Именно Макдуф в пьесе сверг Макбета, «когда Бирнамский лес пошёл войной на Дунсинан», однако в реальности король Макбет правил ещё три года после похода Сиварда в Шотландию.

## Культурное влияние
В честь Сиварда был назван один из персонажа фильма «Звёздные войны. Эпизод IV: Новая надежда», капитан-лейтенант Сивард Касс.